# Little Nightmares
Little Nightmares és un videojoc de terror de plataformes i trencaclosques. Va ser desenvolupat per Tarsier Studios i va ser publicat per Bandai Namco Entertainment per a Nintendo Switch, Microsoft Windows, PlayStation 4 i Xbox one.

## Trama
La Six, una nena de nou anys que vesteix un impermeable groc, desperta a les profunditats de Les Gargamelles (The Maw), una enorme embarcació submarina feta de ferro. Equipada únicament amb una llanterna, la Six haurà d'intentar escapar, patint de tant en tant moments regulars d'una gana insuportable.
Aviat, la Six és assetjada pel Conserge, un ésser cec de llargs braços que captura nens i els envia per una cinta transportadora cap a algun lloc desconegut. Després de menjar un tros de pa que li ha ofert un nen empresonat, la Six serà capturada pel Conserge, tot i que aconsegueix escapar.
És aleshores quan la Six pateix un atac de fam que l'obliga a menjar-se una rata viva que ha quedat atrapada en una trampa. Després d'una persecució, la nena acaba tallant-li els braços al Conserge amb una porta quan el monstre l'acorrala en un ascensor. La Six decideix seguir la cinta transportadora fins a una cuina fins on els nens eren enviats embolicats en paper. La cuina està controlada per dos bessons cuiners, grassos i grotescos.
Els cuiners preparen una festa i, cada cop que la tenen a la vista, intenten atrapar la Six. La nena els evita i troba una manera de sortir del vaixell. Per sobre les ones del mar, veu com una processó de grassos convidats entra dins la nau. Els carrancs i pesats convidats entren a un menjador d'estil japonès, on s'atipen de menjar. Aquest espectacle és observat per una misteriosa Dama, la propietària emmascarada de Les Gargamelles. La Six aconsegueix escapar dels convidats, els quals es llançaven sobre ella per atrapar-la, però té un altre atac de gana. Quan un gnom, un dels habitants de Les Gargamelles, li ofereix una salsitxa, la Six se'l menja.
La Six continua ascendint fins a arribar a les habitacions de la Dama. Les dependències estan repletes de miralls trencats. Perseguida per la Dama, la Six troba un mirall intacte i l'utilitza per repel·lir-la, ja que el seu reflex li causa a la Dama un gran mal que, eventualment, la supera. Mentre la Dama resta a terra, indefensa i dèbil, la Six pateix un últim atac de fam. Aleshores la Six mossega el coll de la Dama, matant-la i absorbint els seus poders màgics.
La Six, ara amb una aura fosca i partícules negres suspeses al seu voltant, torna a la zona del menjador. Allà, alguns convidats intenten menjar-se-la, però ella drena les seves vides i trenca els seus colls amb l'ajut dels seus nous poders. Travessa el menjador cap a una porta que dona a una escala que puja cap a l'exterior.
A l'escena postcrèdits, es veu la Six esperant a l'entrada de Les Gargamelles mentre s'escolta una sirena de boira a la distància, indicant que s'apropa un vaixell.

## Trama DLC

### Secrets de Les Gargamelles
Després de la sortida del joc, es van plantejar tres nivells DLC, que oferirien una perspectiva diferent de les aventures de la Six. El primer va ser llançat el juliol del 2017, el segon el novembre de 2017, i el tercer el febrer de 2018.

#### Les profunditats
Un nen, conegut com a nen fugitiu (Runaway Kid) a falta d'un nom propi, desperta d’un malson on nadava en la foscor abans de ser submergit sota l’aigua. Després de sortir de la guarderia, segueix una nena que també està fugint, però que desapareix de cop, deixant enrere una llanterna. El nen fugitiu cau a les profunditats de Les Gargamelles, que estan bastant inundades d’aigua. Evita algunes sangoneres que ronden per la zona i aconsegueix travessar l’estança gràcies a unes plataformes flotants.
Les profunditats són llar de l'Àvia, un ésser que neda sota l'aigua i intenta atrapar el nen fugitiu donant cops o destruint les plataformes sobre les quals es troba. Després d'empènyer una televisió a l'aigua per electrocutar i matar l'Àvia, el nen fugitiu abandona les Profunditats només per ser capturat pel Conserge.
L'escena final mostra el nen fugitiu en una gàbia, al costat d'altres nens capturats, entre els quals es troba la Six. El Conserge s'emporta la gàbia del nen fugitiu, en paral·lel amb la història de la Six, just abans que ella desperti a la seva gàbia.

#### L’amagatall
Embolicat en paper i ascendint en un ganxo cap a la cuina, el nen fugitiu s'allibera i cau en un nou nivell de les Gargamelles, què resulta ser una sala de màquines on hi ha gnoms que aboquen carbó a la caldera. Després d'esquivar el Conserge, el nen utilitza els gnoms per donar més potència a la caldera i d'aquesta manera poder fer funcionar un ascensor de catúfols. Aquest ascensor puja el nen fugitiu fins a una segona sala de calderes on es troben els gnoms, i les seves ombres projectades a la paret fan l'efecte de ser nens, en lloc de gnoms. Després de sortir per una esquerda a la paret, el nen fugitiu es troba dalt un ascensor ocupat per la Dama.

#### La residència
Un cop surt de l’ascensor, el nen fugitiu s'interna en la residència de la Dama. Després de resoldre una sèrie de trencaclosques per trobar tres estàtues perdudes mentre lluita contra els Nens d’Ombra, troba la Dama mirant-se al mirall. El seu rostre desemmascarat es revela horripilant i deforme en el reflex. La Dama és alertada de la presència del nen i el transforma en un Gnom.
Ara amb una nova forma, troba un camí cap a la zona de convidats i cap a l’habitació amb la salsitxa que apareix a la història de la Six. El capítol acaba amb el nen fugitiu de peu al costat de la salsitxa, donant a entendre que ell és el Gnom que es menja la Six en el videojoc original.
En els crèdits d’Els secrets de les Gargamelles (Secrets of the Maw), al final es mostra com els personatges estan en una televisió i es mostra una figura que recorda a l’Home Prim (the Thin Man).

## Desenvolupament
Amb aquest projecte, l'equip de producció volia explorar "els extrems salvatges" de la infantesa. La localització del joc, Les Gargamelles, va ser creat com una peça d'art conceptual "on les pitjors coses del món poden ser deixades per podrir-se". Seguint amb el tema de la infantesa, l'equip de desenvolupament va optar per no crear un protagonista poderós. Tot i que la jugabilitat va ser descrita com sigil·losa, l'equip prefereix emprar el concepte de "fet a amagar" (hide and seek); consideren que el terme "sigil·lós" sembla referir-se a un personatge empoderat, qualitat que la protagonista no té.
El joc va ser anunciat en un primer moment amb el títol Hunger per Tarsier Studios el maig de 2014, encara sense cap empresa que els llancés el joc per PlayStation 4. El tràiler va sortir el febrer de 2015, i no es va saber res més fins a l'agost de 2016, quan Bandai Namco Entertainment va anunciar un acord de llançament mundial amb Tarsier per al projecte, ara retitulat Little Nightmares. Aquesta decisió va fer-se per diferenciar el videojoc de la sèrie dels Jocs de la Fam (The Hunger Games, en anglès) i que així fos més fàcil buscar-lo.
Finalment, el joc va sortir al mercat el 28 d'abril de 2017.

## Recepció
Little Nightmares va rebre “generalment positives” ressenyes, segons l'agregador de ressenyes Metacritic.
Cory Arnold, del Destructoid, va dir que “Little Nightmares va hipnotitzar-lo amb el suspens permanent“, i li va donar una puntuació de 8.5/10.
Jonathan Leack, de Game Revolution, va donar-li al joc una puntuació de 3 estrelles sobre 5. Segons va dir, "Little Nightmares sembla tenir doble sentit. D'una banda, el joc és un malson, regularment posant a prova la teva paciència i voluntat de continuar endavant. D'altra banda, l'atmosfera i el disseny de l'àudio resulta terrorífic d'una manera que els amics de l'horror admiraran. Hi ha tantes qualitats bones com dolentes, però, quan es redueix a això, Little Nightmares triomfa en complir la seva promesa de ser un joc de terror interessant, diferent de qualsevol altre".
Sam Prell, de GamesRadar+, va puntuar-lo amb 4 estrelles sobre 5. Va dir, "A vegades mecànicament bast, però artísticament sòlid, Little Nightmares pot posar-te dels nervis cada cert temps, però les seves imatges s'introduiran en el teu cervell i mai marxaran.”
Joe Skrebels va puntuar-lo a IGN amb un 8.8 sobre 10, descrivint-lo com: "Alegrement estrany, incessablement sinistre, i silenciosament intel·ligent", i dient: "Little Nightmares és una nova interpretació de l'horror molt benvinguda".
Samuel's Robers, a PC Gamer, va puntuar-lo amb una puntuació de 78 sobre 100, amb la conclusió: "Un bon però profundament imaginatiu joc de terror de plataformes. Val la pena jugar Little Nightmares pel seu desplegament d'imatges pertorbadores".
Whitney Reynolds va donar-li a Little Nightmares una puntuació de 8.5 sobre 10 a Polygon amb la conclusió: "Little Nightmares va obrir-se camí en els meus somnis perquè és prou brillant, prou segur per fer-me abaixar la guàrdia. El joc no sempre aconsegueix l'equilibri en alguns fonaments del disseny de jocs. Però quan les llums s'apaguen, em deixa recordant que, realment, jo mateixa només soc una petita cosa en un món perillós. A més, aquells monstres amb grans, llargs braços són molt, molt esgarrifosos".
Alice Bell li dona una puntuació de 9 sobre 10 a VideoGamer.com, dient que "Little Nightmares és aterridor, d'una manera que et toca. Una manera que et murmura a l'orella que no dormiràs bé a la nit. Little Nightmares agafa coses de les quals estaves espantat quan eres un nen, i et recorda que encara ara estàs espantat".
Eurogamer va col·locar-lo en el número 28 de la seva llista dels "Top 50 jocs de 2017", i GamesRadar+ el va llistar com el número 20 de la seva llista dels "25 Millors Jocs de 2017", mentre que Polygon el va llistar el número 27 a la seva llista dels "50 Millors Jocs de 2017".
Va ser nominat al "Millor Plataformer" i "Millor Direcció d'art" en els IGN's Best of 2017 Awards.

### Vendes
El joc va debutar durant la seva primera setmana en el número 4 de les llistes de venda en tots els seus formats al Regne Unit. L'Edició Completa va vendre 12.817 còpies durant la seva primera setmana al Japó, fet que va col·locar el joc en el número 15 de la llista de vendes. Cap a l'agost de 2018, el joc havia venut prop d'un milió de còpies entre totes les plataformes. El maig de 2020, Bandai Namco va anunciar que s'havien venut més de 2 milions d'unitats. Per al febrer del 2021, Tarsier Studios comunicava que s'havien venut prop de 3 milions de còpies a tot el món.

## Llegat

### Continuació
En consideració d'una preqüela, Tarsier Studios va dir que tenien moltes idees de coses que els agradaria continuar explorant. A la Gamescon 2019, Little Nightmares II va ser anunciat per al seu llançament en el 2020. Aquest segon títol presenta un nou personatge conegut com a Mono, amb la Six tornant com un personatge controlat per l'ordinador, i la seva història precedeix els esdeveniments de Little Nightmares. La preqüela va sortir finalment l'11 de febrer de 2021.

### Aplicació mòbil
Una aplicació pel mòbil titulada Very Little Nightmares va ser anunciada l'abril de 2019 i va ser llençada el maig de 2019 per iOS. La història del joc mòbil actua com una preqüela de Little Nightmares i Little Nightmares II.

### Sèries de televisió
El 2017, Dmitri M. Johnson i Stephan Bugaj, de l'estudi DJ2 Entertainment, van anunciar que ells produiran una adaptació televisiva de Little Nightmares. La sèrie també comptarà amb la participació d'Anthony i Joe Russo i el pilot serà dirigit per Henry Selick. Però el projecte va estancar-se i no va saber-se res d'ell després.

### Còmics
Little Nightmares va tenir un còmic expansiu de quatre números, escrit per John Shackleford i dibuixat per Aaron Alexovitch, que va publicar Titan Comics. Van sortir dos números tant en còpies físiques com digitals, amb els dos últims números essent cancel·lats. Una novel·la gràfica dels dos primers números va ser publicada cap a finals d'octubre de 2017.